# Piłka siatkowa na Światowych Wojskowych Igrzyskach Sportowych 2007
Piłka siatkowa na Światowych Wojskowych Igrzyskach Sportowych 2007 – zawody, które zostały rozegrane między 15 a 20 października 2007 roku w indyjskim Hajdarabadzie podczas światowych igrzysk wojskowych.
Zawody były równocześnie traktowane jako XXVIII Wojskowe Mistrzostwa Świata w siatkówce.

## Harmonogram
| Październik 2007 | 14 | 15 | 16 | 17 | 18 | 19 | 20 | 21 |
| ---------------- | -- | -- | -- | -- | -- | -- | -- | -- |
| Piłka siatkowa   |    |    |    |    |    |    | 2  |    |

Legenda
|  | Dzień zawodów |  | Finały (F) |

## Uczestnicy
W turnieju brało udział 14 drużyn; 8 drużyn męskich (92 siatkarzy) oraz 6 żeńskich (72 satkarek),  (łącznie 11 reprezentacji narodowych oraz 164 zawodników). 
Reprezentacje mężczyzn:
- Brazylia (12)
- Chiny (11)
- Holandia (12)
- Indie (12)
- Katar (11)
- Kanada (12)
- Korea Południowa (12)
- Łotwa (10)

Reprezentacje kobiet:
- Chiny (11)
- Holandia (11)
- Kanada (14)
- Korea Północna (12)
- Stany Zjednoczone (12)
- Włochy (12)

## Medaliści
| Konkurencja           | Złoto | Srebro | Brąz |
| Kobiety (szczegóły)   | Chiny Bai Yun Chen Yao Dong Lingou Fan Linlin Gao Cong Li Ying Liu Xiaojing Song Nina Suro Ma Wang Ke Shangguan YIlin           | Korea Północna | Włochy S Beccegato C Bonca M Fadda E Carrozzo R Corigliano M Grassi M Magistrali R Martinese D Monteleone R Tecchiato A Di Tolla I Zelletta |
| Mężczyźni (szczegóły) | Chiny Chen Fang Guo Peng Li Chun Liu Tingwei Yang Xiaonan Song Wei Wang Yancong Wu Xiaojiang Xie Wenhao Xu Jingtao Zhong Weijun | Korea Południowa K Ju Wan K Kwang Min K Dal Ho K Chul Hong K Sang Ki K Sang Yoon K Sang Ki E Kyung Sub M Sung Jun I Dong Kyu L Kang Joo K Do Hyung | Indie A Siju K B Manu C S D P K J Arun J Siju K Sarath M Rajeil M S P P V G S Rahul X Boby                                                  |

## Klasyfikacja medalowa
* Organizator zawodów został zaznaczony tym kolorem.
| Miejsce           | Reprezentacja     | Złoto | Srebro | Brąz | Razem |
| 1                 | Chiny             | 2     | 0      | 0    | 2     |
| 2                 | Korea Południowa  | 0     | 1      | 0    | 1     |
| 2                 | Korea Północna    | 0     | 1      | 0    | 1     |
| 4                 | Indie *           | 0     | 0      | 1    | 1     |
| 4                 | Włochy            | 0     | 0      | 1    | 1     |
| Ogółem (5 państw) | Ogółem (5 państw) | 2     | 2      | 2    | 6     |

Źródło: